# روي إتش. رود
روي إتش. رود هو سياسي أمريكي، ولد في 17 يوليو 1906، وتوفي في 1 نوفمبر 1997. نشط حزبياً في الحزب الديمقراطي. وقد انتخب عضو جمعية ولاية نيويورك ‏ وانتخب عضو مجلس ولاية نيويورك ‏.